# Borj Nord
O Borj Nord ("fortaleza do norte") é um forte construído em 1582 no norte de Fez, Marrocos, que atualmente é um museu militar cujo nome é Museu das Armas. É um dos locais com melhores vistas sobre a almedina e o resto da cidade.
Foi construído por ordem do sultão saadiano Amade Almançor, segundo alguns para vigiar a populaça potencialmente desleal de Fez, no local onde houve uma torre anterior que fazia parte das fortificações da cidade. Na sua construção participaram presos portugueses, o que explica o estilo europeu da sua arquitetura. Apesar de imponente, nos seus 2 250 m² de área que ocupa, é notavelmente harmonioso. É composto por um núcleo quadrado regularmente flanqueado nos quatro lados de bastiões que formam ângulos muito agudos, em forma de ponta de lança. O forte testemunha uma fase primordial da evolução da arquitetura militar, que devido ao aparecimento da artilharia pesada, obrigou as fortificações a terem que suportar tanto o peso dos seus canhões como os disparos dos canhões inimigos. O forte é um bom exemplo da arquitetura italiana dita "bastonada", em voga na Europa do século XVI.
Durante o Protetorado Francês em Marrocos (1912–1956), serviu de quartel e depois de prisão. Em 1963 foi aberto ao público como museu. O museu propriamente dito está alojado na torre e apresenta uma vasta coleção de armas, algumas raras, desde machados pré-históricos até espingardas modernas, provenientes de várias civilizações de diversas partes do mundo, desde indianas e outras culturas asiáticas até às europeias, embora as peças mais interessantes sejam marroquinas — adagas incrustadas com pedras, espingardas com coronhas com joias embutidas, etc. Há também um grande canhão com 5 metros de comprimento e 12 toneladas de peso, que foi usado na Batalha de Alcácer-Quibir. O museu tem quase  5 000 peças, 775 delas expostas, que estão expostos em 13 salas.